# Waldkirch (Elveția)
Waldkirch este o comunitate politică cu 3260 loc. situată în cantonul St. Gallen, Elveția.